# Domino (песня Kiss)
«Domino» — песня группы Kiss, шестой трек их студийного альбома 1992 года Revenge.
Также песня была издана отдельным синглом. Это был третий (после «God Gave Rock ’N’ Roll to You II» и «Unholy») сингл с этого альбома.
В США песня в «Горячую сотню» журнала «Билборд» (Billboard Hot 100) не попала.

## История создания
Автор песни — Джин Симмонс. Он же исполняет в ней лид-вокал.
«Энциклопедия KISS» отмечает, как после десяти лет (в 1980-е годы), во время которых Джин Симмонс отвлекался на карьеру в Голливуде и другие свои проекты (что отразилось на ряде довольно посредственных песен этого периода), на альбоме Revenge он вернулся к своей лучшей форме, «привнеся такие офигительные песни, как „Unholy“ и „Domino“».